# Vanda cristata
Vanda cristata is een orchidee die van nature voorkomt van de Himalaya (onder meer in Assam (India), Bhutan, Nepal en Tibet) tot in Yunnan (China).
De plant staat in appendix II van CITES. Voor deze plant betekent dit dat de plant of delen (behalve zaden, stuifmeel en pollinia) daarvan niet uit het wild mogen worden gehaald om te worden verhandeld of te worden geëxporteerd als daar geen speciale CITES-vergunning voor is verleend.